# San Remigio (Cebu)
San Remigio ist eine philippinische Stadtgemeinde in der Provinz Cebu. Sie hat 57.557 Einwohner (Zensus 1. August 2015).
Die Gemeinde liegt im Nordwesten der Insel Cebu etwa 109 km von Cebu City entfernt, die Gemeinde ist von dort in rund drei Stunden erreichbar mit dem Auto. Vom Hafen im Barangay Hagnaya fahren jeden Tag Fähren auf die Insel Bantayan. Sie grenzt im Norden an die Hagnaya Bucht, im Osten an Bogo City und Tabogon, im Süden an Tabuelan und im Westen an die Tanon-Straße.

## Baranggays
San Remigio ist politisch in 27 Baranggays unterteilt.
| - Anapog - Argawanon - Bagtic - Bancasan - Batad - Bus-ogon - Calambua - Canagahan - Dapdap - Gawaygaway - Hagnaya - Kayam - Kinawahan - Lambusan | - Lawis - Libaong - Looc - Luyang - Maño - Poblacion - Punta - Sab-a - San Miguel - Tacup - Tambongon - To-ong - Victoria |

## Referenz
- Amtliche Homepage von Cebu